# Liste der Mitglieder des Abgeordnetenhauses von Berlin (19. Wahlperiode)
Die Liste der Mitglieder des Abgeordnetenhauses von Berlin (19. Wahlperiode) enthält die Mitglieder des Abgeordnetenhauses von Berlin in der 19. Wahlperiode (2021–2026). Die Liste basiert auf dem amtlichen Endergebnis der Wiederholungswahl zum 19. Berliner Abgeordnetenhaus vom 27. Februar 2023, nachdem die Wahl zum Abgeordnetenhaus von Berlin 2021 vom 26. September 2021 für ungültig erklärt worden war.
Die konstituierende Sitzung fand am 4. November 2021 statt. Die Neukonstituierung des Abgeordnetenhauses von Berlin der 19. Wahlperiode nach der Wiederholungswahl vom 12. Februar 2023 fand am 16. März 2023 statt.

## Präsidium
- Cornelia Seibeld (CDU), Präsidentin des Abgeordnetenhauses (ab 16. März 2023) bis 16. März 2023 Vizepräsidentin des Abgeordnetenhauses
- Dennis Buchner (SPD), Vizepräsident des Abgeordnetenhauses (ab 16. März 2023) bis 16. März 2023 Präsident des Abgeordnetenhauses
- Bahar Haghanipour (GRÜNE), Vizepräsidentin des Abgeordnetenhauses

## Fraktionsvorsitzende
- SPD: Raed Saleh[3]
- CDU: Dirk Stettner (seit April 2023); Kai Wegner (bis April 2023)
- Die Linke: Anne Helm und Tobias Schulze (seit Juni 2024); Carsten Schatz (bis Juni 2024)
- Grüne: Bettina Jarasch (seit März 2023) und Werner Graf (seit März 2022); Antje Kapek (bis Februar 2022); Silke Gebel (bis März 2023)[3]
- AfD: Kristin Brinker
- Bis Februar 2023: FDP: Vorsitzender Sebastian Czaja

## Abgeordnete
Legende:
(...) = Listenplatz, Wahlkreis bzw. Erststimmenanteile bei der für ungültig erklärten Hauptwahl (soweit es Abweichungen gibt).
| Bild                    | Name                        | Lebens- daten | Fraktion     | Liste                                            | Wahlkreis                    | Erststimmen- anteil | Anmerkungen |
| ----------------------- | --------------------------- | ------------- | ------------ | ------------------------------------------------ | ---------------------------- | ------------------- | --- |
| Golleh Ahmadi           | Gollaleh Ahmadi             | 1982          | GRÜNE        | Landesliste, Platz 9                             | Spandau 3                    | 12,5 % (13,5 %)     | |
| Turgut Altuğ            | Turgut Altuğ                | 1965          | GRÜNE        | Landesliste, Platz 37 (38)                       | Friedrichshain-Kreuzberg 3   | 35,0 % (35,1 %)     | |
| Kein Bild vorhanden     | Sebahat Atli                | 1971          | SPD          | Bezirksliste Spandau, Platz 2                    | Spandau 1                    | 24,5 % (28,7 %)     | |
| Kein Bild vorhanden     | Jeannette Auricht           | 1970          | AfD          | Landesliste, Platz 16                            | Marzahn-Hellersdorf 3        | 25,9 % (22,0 %)     | |
| Kein Bild vorhanden     | Sevim Aydin                 | 1972          | SPD          | Bezirksliste Friedrichshain-Kreuzberg, Platz 1   | Friedrichshain-Kreuzberg 3   | 17,9 % (20,1 %)     | |
| Kein Bild vorhanden     | Frank Balzer                | 1964          | CDU          | Bezirksliste Reinickendorf, Platz 2              | Reinickendorf 6              | 45,7 % (38,6 %)     | |
| Kein Bild vorhanden     | Alexander Bertram           | 1988          | AfD          | Landesliste, Platz 12                            | Treptow-Köpenick 2           | 13,6 % (11,7 %)     | In Folge der Wiederholungswahl eingezogen. |
| Daniela Billig          | Daniela Billig              | 1970          | GRÜNE        | –                                                | Pankow 8                     | 37,2 % (38,2 %)     | |
| Kein Bild vorhanden     | Lars Bocian                 | 1969          | CDU          | Bezirksliste Pankow, Platz 7                     | Pankow 2                     | 31,4 % (20,6 %)     | In Folge der Wiederholungswahl eingezogen. |
| Kein Bild vorhanden     | Kerstin Brauner             | 1976          | CDU          | Bezirksliste Spandau, Platz 4                    | Spandau 3                    | 34,4 % (22,3 %)     | In Folge der Wiederholungswahl eingezogen. |
| Kristin Brinker         | Kristin Brinker             | 1972          | AfD          | Landesliste, Platz 1                             | Steglitz-Zehlendorf 1        | 05,3 % 0(4,7 %)     | |
| Hugh Bronson            | Hugh Bronson                | 1961          | AfD          | Landesliste, Platz 10                            | Charlottenburg-Wilmersdorf 2 | 05,1 % 0(4,8 %)     | |
| Tuba Bozkurt            | Tuba Bozkurt                | 1983          | GRÜNE        | –                                                | Mitte 6                      | 32,0 % (29,8 %)     | |
| Elke Breitenbach        | Elke Breitenbach            | 1961          | LINKE        | Landesliste, Platz 2                             | Pankow 1                     | 10,1 % (13,2 %)     | ab 23. Oktober 2024 parteilos |
| Kein Bild vorhanden     | Antonín Brousek             | 1962          | fraktionslos | Landesliste, Platz 9                             | Tempelhof-Schöneberg 5       | 08,7 % 0(8,0 %)     | gewählt für AfD; Austritt aus Partei und Fraktion im August 2023 |
| Franziska Brychcy       | Franziska Brychcy           | 1984          | LINKE        | Landesliste, Platz 13                            | Steglitz-Zehlendorf 2        | 06,0 % 0(6,9 %)     | |
| Dennis Buchner          | Dennis Buchner              | 1977          | SPD          | Bezirksliste Pankow, Platz 3                     | Pankow 4                     | 19,8 % (24,1 %)     | Präsident des Abgeordnetenhauses (bis 16. März 2023) Vizepräsident des Abgeordnetenhauses (ab 16. März 2023) |
| Kein Bild vorhanden     | Stefanie Bung               | 1978          | CDU          | Bezirksliste Charlottenburg-Wilmersdorf, Platz 1 | Charlottenburg-Wilmersdorf 7 | 34,2 % (24,1 %)     | |
| Marianne Burkert-Eulitz | Marianne Burkert-Eulitz     | 1972          | GRÜNE        | –                                                | Friedrichshain-Kreuzberg 2   | 37,9 % (38,5 %)     | |
| Derya Çağlar            | Derya Çağlar                | 1982          | SPD          | Bezirksliste Neukölln, Platz 3                   | Neukölln 3                   | 23,4 % (27,2 %)     | |
| Ina Czyborra            | Ina Czyborra                | 1966          | SPD          | Bezirksliste Steglitz-Zehlendorf, Platz 1        | Steglitz-Zehlendorf 6        | 19,9 % (22,4 %)     | |
| Kein Bild vorhanden     | Tom Cywinski                | 1987          | CDU          | Bezirksliste Steglitz-Zehlendorf, Platz 5        | Steglitz-Zehlendorf 2        | 31,3 % (21,1 %)     | In Folge der Wiederholungswahl eingezogen. |
| Michael Dietmann        | Michael Dietmann            | 1968          | CDU          | Bezirksliste Reinickendorf, Platz 4              | Reinickendorf 5              | 42,8 % (30,7 %)     | |
| Kein Bild vorhanden     | Florian Dörstelmann         | 1967          | SPD          | Bezirksliste Charlottenburg-Wilmersdorf, Platz 4 | Charlottenburg-Wilmersdorf 7 | 23,9 % (26,2 %)     | In Folge der Wiederholungswahl ausgeschieden. Am 7. November 2023 nachgerückt für Franziska Becker. |
| Kein Bild vorhanden     | Burkard Dregger             | 1964          | CDU          | Bezirksliste Reinickendorf, Platz 1              | Reinickendorf 1              | 37,2 % (23,8 %)     | In Folge der Wiederholungswahl eingezogen. |
| Kein Bild vorhanden     | Lars Düsterhöft             | 1981          | SPD          | Bezirksliste Treptow-Köpenick, Platz 2           | Treptow-Köpenick 2           | 29,2 % (31,4 %)     | |
| Kein Bild vorhanden     | Ario Ebrahimpour Mirzaie    | 1985          | GRÜNE        | Landesliste, Platz 17                            | Mitte 5                      | 22,5 % (22,1 %)     | Unmittelbar nach der Wiederholungswahl für Stefanie Remlinger nachgerückt |
| Michael Efler           | Michael Efler               | 1970          | LINKE        | Landesliste, Platz 26                            | Charlottenburg-Wilmersdorf 6 | 7,0 % (8,0 %)       | Am 9. Mai 2025 nachgerückt für Katalin Gennburg. |
| Kein Bild vorhanden     | Elif Eralp                  | 1981          | LINKE        | Landesliste, Platz 7                             | Friedrichshain-Kreuzberg 2   | 27,1 % (27,9 %)     | |
| Kein Bild vorhanden     | Robert Eschricht            | 1985          | AfD          | Landesliste, Platz 15                            | Neukölln 4                   | 10,5 % (10,8 %)     | In Folge der Wiederholungswahl eingezogen. |
| Stefan Evers            | Stefan Evers                | 1979          | CDU          | Bezirksliste Treptow-Köpenick, Platz 2           | Treptow-Köpenick 3           | 32,7 % (17,8 %)     | |
| Christopher Förster     | Christopher Förster         | 1986          | CDU          | Bezirksliste Neukölln, Platz 2                   | Neukölln 4                   | 43,1 % (27,1 %)     | |
| Vasili Franco           | Vasili Franco               | 1992          | GRÜNE        | Landesliste, Platz 35 (36)                       | Friedrichshain-Kreuzberg 5   | 36,1 % (34,3 %)     | |
| Kein Bild vorhanden     | Alexander Freier-Winterwerb | 1986          | SPD          | Bezirksliste Treptow-Köpenick, Platz 4           | Treptow-Köpenick 1           | 16,0 % (20,0 %)     | Am 9. Mai 2023 nachgerückt für Ellen Haußdörfer |
| Danny Freymark          | Danny Freymark              | 1983          | CDU          | Bezirksliste Lichtenberg, Platz 1                | Lichtenberg 1                | 40,8 % (25,5 %)     | |
| Kein Bild vorhanden     | Olga Gauks                  | 1987          | CDU          | Bezirksliste Marzahn-Hellersdorf, Platz 9        | Marzahn-Hellersdorf 2        | 25,5 % (17,7 %)     | In Folge der Wiederholungswahl eingezogen. |
| Silke Gebel             | Silke Gebel                 | 1983          | GRÜNE        | Landesliste, Platz 5                             | Mitte 1                      | 33,5 % (35,2 %)     | |
| Andreas Geisel          | Andreas Geisel              | 1966          | SPD          | Bezirksliste Lichtenberg, Platz 1                | Lichtenberg 6                | 19,4 % (27,1 %)     | |
| Kein Bild vorhanden     | Iris Gertig                 | 1971          | CDU          | Bezirksliste Steglitz-Zehlendorf, Platz 7        | –                            | –                   | Am 3. Mai 2023 nachgerückt für Oliver Friederici |
| Franziska Giffey        | Franziska Giffey            | 1978          | SPD          | Bezirksliste Neukölln, Platz 1                   | Neukölln 6                   | 29,6 % (40,8 %)     | |
| Kein Bild vorhanden     | Christian Goiny             | 1965          | CDU          | Bezirksliste Steglitz-Zehlendorf, Platz 7        | Steglitz-Zehlendorf 3        | 40,5 % (31,3 %)     | |
| Kein Bild vorhanden     | Mirjam Golm                 | 1970          | SPD          | Bezirksliste Steglitz-Zehlendorf, Platz 3        | Steglitz-Zehlendorf 5        | 21,3 % (25,7 %)     | |
| Werner Graf             | Werner Graf                 | 1980          | GRÜNE        | Landesliste, Platz 6                             | –                            | –                   | |
| Christian Gräff         | Christian Gräff             | 1978          | CDU          | Bezirksliste Marzahn-Hellersdorf, Platz 1        | Marzahn-Hellersdorf 4        | 42,9 % (35,5 %)     | |
| Kein Bild vorhanden     | Niklas Graßelt              | 1993          | CDU          | Bezirksliste Reinickendorf, Platz 7              | –                            | –                   | Unmittelbar nach der Wiederholungswahl für Emine Demirbüken-Wegner nachgerückt |
| Kein Bild vorhanden     | Katharina Günther-Wünsch    | 1983          | CDU          | Bezirksliste Marzahn-Hellersdorf, Platz 3        | Marzahn-Hellersdorf 5        | 45,0 % (33,7 %)     | |
| Kein Bild vorhanden     | Ariturel Hack               | 1989          | CDU          | Bezirksliste Charlottenburg-Wilmersdorf, Platz 4 | Charlottenburg-Wilmersdorf 2 | 38,7 % (28,4 %)     | |
| Bahar Haghanipour       | Bahar Haghanipour           | 1984          | GRÜNE        | Landesliste, Platz 3                             | Neukölln 4                   | 05,0 % 0(6,7 %)     | Vizepräsidentin des Abgeordnetenhauses |
| Kein Bild vorhanden     | Marco Hahnfeld              | 1988          | CDU          | Bezirksliste Steglitz-Zehlendorf, Platz 9        | –                            | –                   | Am 2. Mai 2025 nachgerückt für Adrian Grasse. |
| Frank-Christian Hansel  | Frank-Christian Hansel      | 1964          | AfD          | Landesliste, Platz 5                             | Tempelhof-Schöneberg 2       | 03,6 % 0(3,3 %)     | |
| Kein Bild vorhanden     | Stefan Häntsch              | 1987          | CDU          | Bezirksliste Charlottenburg-Wilmersdorf, Platz 7 | Charlottenburg-Wilmersdorf 1 | 28,3 % (18,4 %)     | In Folge der Wiederholungswahl eingezogen. |
| Oda Hassepaß            | Oda Hassepaß                | 1974          | GRÜNE        | Landesliste, Platz 50 (51)                       | Pankow 3                     | 24,7 % (23,8 %)     | |
| Kein Bild vorhanden     | Dennis Haustein             | 1990          | CDU          | –                                                | Lichtenberg 3                | 23,4 % (12,5 %)     | In Folge der Wiederholungswahl eingezogen. |
| Sven Heinemann          | Sven Heinemann              | 1978          | SPD          | Bezirksliste Friedrichshain-Kreuzberg, Platz 2   | Friedrichshain-Kreuzberg 6   | 13,2 % (13,1 %)     | |
| Anne Helm               | Anne Helm                   | 1986          | LINKE        | Landesliste, Platz 5                             | Mitte 3                      | 11,3 % (12,7 %)     | |
| Alexander J. Herrmann   | Alexander J. Herrmann       | 1975          | CDU          | Bezirksliste Marzahn-Hellersdorf, Platz 2        | Marzahn-Hellersdorf 6        | 37,7 % (27,9 %)     | |
| Kein Bild vorhanden     | Marcel Hopp                 | 1988          | SPD          | Bezirksliste Neukölln, Platz 4                   | Neukölln 4                   | 29,7 % (36,1 %)     | In Folge der Wiederholungswahl nicht gewählt, rückte jedoch noch vor Konstituierung für Fabian Fischer nach. |
| Kein Bild vorhanden     | Timur Husein                | 1980          | CDU          | Bezirksliste Friedrichshain-Kreuzberg, Platz 2   | Friedrichshain-Kreuzberg 1   | 15,3 % 0(5,7 %)     | In Folge der Wiederholungswahl eingezogen. |
| Bettina Jarasch         | Bettina Jarasch             | 1968          | GRÜNE        | Landesliste, Platz 1                             | Spandau 2 (–)                | 10,2 % (–)          | Am 31. Dezember 2021 ausgeschieden, Nachrücker: Stefan Taschner. In Folge der Wiederholungswahl wieder eingezogen. |
| Robbin Juhnke           | Robbin Juhnke               | 1967          | CDU          | Bezirksliste Neukölln, Platz 1                   | Neukölln 5                   | 43,1 % (28,7 %)     | |
| Susanna Kahlefeld       | Susanna Kahlefeld           | 1964          | GRÜNE        | Landesliste, Platz 42 (43)                       | Neukölln 2                   | 34,5 % (32,9 %)     | |
| Antje Kapek             | Antje Kapek                 | 1976          | GRÜNE        | Landesliste, Platz 2                             | Pankow 9 (–)                 | 24,3 % (–)          | |
| Kein Bild vorhanden     | Sandra Khalatbari           | 1971          | CDU          | Bezirksliste Charlottenburg-Wilmersdorf, Platz 3 | Charlottenburg-Wilmersdorf 5 | 42,3 % (29,6 %)     | |
| Kein Bild vorhanden     | Alexander King              | 1969          | fraktionslos | Landesliste, Platz 21 (22)                       | Tempelhof-Schöneberg 7       | 03,2 % 0(4,0 %)     | Am 15. Dezember 2021 nachgerückt für Sebastian Scheel. In Folge der Wiederholungswahl wieder ausgeschieden. Am 1. Juni 2023 erneut nachgerückt für Sandra Brunner. Gewählt für Die Linke; Austritt aus Partei im Oktober 2023 und aus Fraktion im November 2023. Eintritt in Partei BSW im Januar 2024. |
| Hendrikje Klein         | Hendrikje Klein             | 1979          | LINKE        | Landesliste, Platz 26 (27)                       | Lichtenberg 5                | 25,0 % (26,3 %)     | |
| Kein Bild vorhanden     | Lisa Knack                  | 1986          | CDU          | Bezirksliste Treptow-Köpenick, Platz 4           | Treptow-Köpenick 4           | 27,2 % (15,4 %)     | In Folge der Wiederholungswahl eingezogen. |
| Matthias Kollatz        | Matthias Kollatz            | 1957          | SPD          | Bezirksliste Steglitz-Zehlendorf, Platz 2        | Steglitz-Zehlendorf 2        | 24,1 % (27,9 %)     | |
| Bettina König           | Bettina König               | 1978          | SPD          | Bezirksliste Reinickendorf, Platz 2              | Reinickendorf 1              | 23,0 % (27,2 %)     | |
| Kein Bild vorhanden     | Scott Körber                | 1971          | CDU          | Bezirksliste Tempelhof-Schöneberg, Platz 4       | Tempelhof-Schöneberg 6       | 47,5 % (33,1 %)     | |
| Kein Bild vorhanden     | Johannes Kraft              | 1977          | CDU          | Bezirksliste Pankow, Platz 3                     | Pankow 1                     | 41,6 % (25,4 %)     | |
| Louis Krüger            | Louis Krüger                | 1996          | GRÜNE        | Landesliste, Platz 23 (24)                       | Pankow 5                     | 22,2 % (21,9 %)     | |
| Kein Bild vorhanden     | Melanie Kühnemann-Grunow    | 1972          | SPD          | Bezirksliste Tempelhof-Schöneberg, Platz 2       | Tempelhof-Schöneberg 7       | 19,6 % (24,5 %)     | |
| Taylan Kurt             | Taylan Kurt                 | 1988          | GRÜNE        | Landesliste, Platz 12                            | Mitte 4                      | 40,1 % (36,9 %)     | |
| Harald Laatsch          | Harald Laatsch              | 1956          | AfD          | Landesliste, Platz 4                             | Charlottenburg-Wilmersdorf 7 | 05,2 % 0(4,8 %)     | |
| Kein Bild vorhanden     | Maja Lasić                  | 1979          | SPD          | Bezirksliste Mitte, Platz 1                      | Mitte 7                      | 18,4 % (23,8 %)     | In Folge der Wiederholungswahl eingezogen. |
| Klaus Lederer           | Klaus Lederer               | 1974          | LINKE        | Landesliste, Platz 1                             | Pankow 3                     | 21,5 % (23,7 %)     | ab 23. Oktober 2024 parteilos |
| Kein Bild vorhanden     | Jan Lehmann                 | 1971          | SPD          | Bezirksliste Marzahn-Hellersdorf, Platz 2        | Marzahn-Hellersdorf 6        | 14,1 % (18,0 %)     | |
| Kein Bild vorhanden     | Stephan Lenz                | 1968          | CDU          | Bezirksliste Pankow, Platz 2                     | Pankow 6                     | 12,3 % 0(7,3 %)     | In Folge der Wiederholungswahl eingezogen. |
| Kein Bild vorhanden     | Franziska Leschewitz        | 1989          | LINKE        | Landesliste, Platz 23                            | Spandau 1                    | 4,7 % (6,3 %)       | Am 6. Mai 2025 nachgerückt für Ferat Koçak. |
| Kein Bild vorhanden     | Gunnar Lindemann            | 1970          | AfD          | Landesliste, Platz 21                            | Marzahn-Hellersdorf 1        | 28,8 % (22,6 %)     | |
| Kein Bild vorhanden     | Tamara Lüdke                | 1991          | SPD          | Bezirksliste Lichtenberg, Platz 2                | Lichtenberg 4                | 18,6 % (21,3 %)     | |
| Kein Bild vorhanden     | Frank Luhmann               | 1986          | CDU          | Bezirksliste Tempelhof-Schöneberg, Platz 7       | Tempelhof-Schöneberg 4       | 28,5 % (18,3 %)     | In Folge der Wiederholungswahl eingezogen. |
| Benedikt Lux            | Benedikt Lux                | 1981          | GRÜNE        | Landesliste, Platz 19 (20)                       | Steglitz-Zehlendorf 1        | 28,6 % (28,9 %)     | In Folge der Wiederholungswahl ausgeschieden. Am 14. Mai 2025 nachgerückt für Julia Schneider. |
| Kein Bild vorhanden     | Martin Matz                 | 1965          | SPD          | Bezirksliste Steglitz-Zehlendorf, Platz 4        | Steglitz-Zehlendorf 3        | 21,7 % (23,3 %)     | In Folge der Wiederholungswahl eingezogen. |
| Kein Bild vorhanden     | Bettina Meißner             | 1970          | CDU          | Bezirksliste Spandau, Platz 3                    | Spandau 1                    | 37,3 % (25,3 %)     | In Folge der Wiederholungswahl eingezogen. |
| Kein Bild vorhanden     | Heiko Melzer                | 1976          | CDU          | Bezirksliste Spandau, Platz 2                    | Spandau 4                    | 45,3 % (31,5 %)     | |
| Kein Bild vorhanden     | Sven Meyer                  | 1975          | SPD          | Bezirksliste Reinickendorf, Platz 3              | Reinickendorf 4              | 23,3 % (26,4 %)     | |
| Kein Bild vorhanden     | Peer Mock-Stümer            | 1967          | CDU          | Bezirksliste Charlottenburg-Wilmersdorf, Platz 2 | Charlottenburg-Wilmersdorf 6 | 29,2 % (20,9 %)     | In Folge der Wiederholungswahl eingezogen. |
| Kein Bild vorhanden     | Ersin Nas                   | 1978          | CDU          | Bezirksliste Spandau, Platz 5                    | Spandau 2                    | 33,2 % (21,1 %)     | In Folge der Wiederholungswahl eingezogen. |
| Kein Bild vorhanden     | Reinhard Naumann            | 1960          | SPD          | Bezirksliste Charlottenburg-Wilmersdorf, Platz 2 | Charlottenburg-Wilmersdorf 4 | 22,4 % (24,6 %)     | In Folge der Wiederholungswahl eingezogen. |
| Laura Neugebauer        | Laura Neugebauer            | 1995          | GRÜNE        | Landesliste, Platz 28 (29)                       | Mitte 7                      | 30,1 % (28,1 %)     | |
| Kein Bild vorhanden     | Wiebke Neumann              | 1986          | SPD          | Bezirksliste Tempelhof-Schöneberg, Platz 4       | Tempelhof-Schöneberg 1       | 22,0 % (23,1 %)     | Am 4. Mai 2023 nachgerückt für Michael Biel |
| Kein Bild vorhanden     | Aldona Niemczyk             | 1969          | CDU          | Bezirksliste Charlottenburg-Wilmersdorf, Platz 6 | Charlottenburg-Wilmersdorf 4 | 28,7 % (20,4 %)     | In Folge der Wiederholungswahl eingezogen. |
| Jian Omar               | Jian Omar                   | 1985          | GRÜNE        | –                                                | Mitte 3                      | 33,0 % (31,9 %)     | |
| Andreas Otto            | Andreas Otto                | 1962          | GRÜNE        | –                                                | Pankow 6                     | 41,7 % (41,3 %)     | |
| Kein Bild vorhanden     | Orkan Özdemir               | 1982          | SPD          | Bezirksliste Tempelhof-Schöneberg, Platz 7       | Tempelhof-Schöneberg 3       | 32,0 % (32,0 %)     | |
| Martin Pätzold          | Martin Pätzold              | 1984          | CDU          | Bezirksliste Lichtenberg, Platz 2                | Lichtenberg 2                | 39,5 % (21,3 %)     | |
| Kein Bild vorhanden     | Maik Penn                   | 1981          | CDU          | Bezirksliste Treptow-Köpenick, Platz 1           | Treptow-Köpenick 6           | 31,6 % (18,1 %)     | |
| Catherina               | Catherina Pieroth           | 1966          | GRÜNE        | –                                                | Tempelhof-Schöneberg 2       | 36,9 % (35,9 %)     | |
| Kein Bild vorhanden     | Ülker Radziwill             | 1966          | SPD          | Bezirksliste Charlottenburg-Wilmersdorf, Platz 3 | Charlottenburg-Wilmersdorf 3 | 21,6 % (23,6 %)     | In Folge der Wiederholungswahl eingezogen. |
| Kein Bild vorhanden     | Lars Rauchfuß               | 1986          | SPD          | Bezirksliste Tempelhof-Schöneberg, Platz 1       | Tempelhof-Schöneberg 5       | 22,3 % (28,0 %)     | |
| Sven Rissmann           | Sven Rissmann               | 1978          | CDU          | Bezirksliste Mitte, Platz 1                      | Mitte 5                      | 24,4 % (14,8 %)     | |
| Kristian Ronneburg      | Kristian Ronneburg          | 1986          | LINKE        | Landesliste, Platz 15 (16)                       | Marzahn-Hellersdorf 6        | 15,3 % (18,6 %)     | |
| Raed Saleh              | Raed Saleh                  | 1977          | SPD          | Bezirksliste Spandau, Platz 1                    | Spandau 2                    | 26,0 % (32,1 %)     | |
| Kein Bild vorhanden     | Martin Sattelkau            | 1957          | CDU          | Bezirksliste Treptow-Köpenick, Platz 3           | Treptow-Köpenick 5           | 27,7 % (15,3 %)     | In Folge der Wiederholungswahl eingezogen. |
| Kein Bild vorhanden     | Lucas Schaal                | 1990          | CDU          | Bezirksliste Mitte, Platz 4                      | Mitte 2                      | 24,9 % (16,4 %)     | In Folge der Wiederholungswahl eingezogen. |
| Carsten Schatz          | Carsten Schatz              | 1970          | LINKE        | Landesliste, Platz 6                             | Treptow-Köpenick 6           | 18,0 % (20,4 %)     | ab 23. Oktober 2024 parteilos |
| Klara Schedlich         | Klara Schedlich             | 2000          | GRÜNE        | Landesliste, Platz 7                             | Reinickendorf 6              | 16,7 % (17,9 %)     | |
| Sebastian Scheel        | Sebastian Scheel            | 1975          | LINKE        | Landesliste, Platz 4                             | Tempelhof-Schöneberg 3       | 06,2 % 0(7,5 %)     | Am 14. Dezember 2021 ausgeschieden, Nachrücker: Alexander King. In Folge der Wiederholungswahl wieder eingezogen. Ab 23. Oktober 2024 parteilos. |
| Frank Scheermesser      | Frank Scheermesser          | 1958          | AfD          | Landesliste, Platz 17                            | Friedrichshain-Kreuzberg 1   | 2,5 % (2,2 %)       | Am 27. März 2025 nachgerückt für Ronald Gläser. |
| Kein Bild vorhanden     | Olaf Schenk                 | 1974          | CDU          | Bezirksliste Neukölln, Platz 5                   | Neukölln 6                   | 45,3 % (27,8 %)     | In Folge der Wiederholungswahl eingezogen. |
| Niklas Schenker         | Niklas Schenker             | 1993          | LINKE        | Landesliste, Platz 19 (20)                       | Charlottenburg-Wilmersdorf 3 | 09,4 % 0(9,7 %)     | |
| Sebastian Schlüsselburg | Sebastian Schlüsselburg     | 1983          | SPD          | Landesliste, Platz 12                            | Lichtenberg 4                | 27,2 % (29,4 %)     | bis 23. Oktober 2024 Die Linke; ab 15. Januar 2025 SPD |
| Katrin Schmidberger     | Katrin Schmidberger         | 1982          | GRÜNE        | Landesliste, Platz 48 (49)                       | Friedrichshain-Kreuzberg 1   | 40,3 % (41,3 %)     | |
| Ines Schmidt            | Ines Schmidt                | 1960          | LINKE        | Landesliste, Platz 16 (17)                       | Lichtenberg 1                | 15,4 % (18,8 %)     | |
| Manuela Schmidt         | Manuela Schmidt             | 1963          | LINKE        | Landesliste, Platz 9                             | Marzahn-Hellersdorf 2        | 20,2 % (24,1 %)     | |
| Stephan Schmidt         | Stephan Schmidt             | 1973          | CDU          | Bezirksliste Reinickendorf, Platz 5              | Reinickendorf 3              | 44,1 % (33,4 %)     | |
| Torsten Schneider       | Torsten Schneider           | 1969          | SPD          | Bezirksliste Pankow, Platz 1                     | Pankow 3                     | 15,1 % (19,1 %)     | Am 27. Dezember 2021 nachgerückt für Tino Schopf. In Folge der Wiederholungswahl ordentlich eingezogen. |
| Tino Schopf             | Tino Schopf                 | 1974          | SPD          | Bezirksliste Pankow, Platz 5                     | Pankow 9                     | 25,6 % (27,4 %)     | Am 23. Dezember 2021 ausgeschieden, Nachrücker: Torsten Schneider. In Folge der Wiederholungswahl wieder eingezogen. |
| Niklas Schrader         | Niklas Schrader             | 1981          | LINKE        | Landesliste, Platz 17 (18)                       | Neukölln 6                   | 03,6 % 0(4,0 %)     | |
| Katina Schubert         | Katina Schubert             | 1961          | LINKE        | Landesliste, Platz 3                             | Reinickendorf 5              | 03,9 % 0(5,0 %)     | |
| Kein Bild vorhanden     | Mathias Schulz              | 1985          | SPD          | Bezirksliste Mitte, Platz 2                      | Mitte 5                      | 20,6 % (25,6 %)     | |
| André Schulze           | André Schulze               | 1987          | GRÜNE        | Landesliste, Platz 25 (26)                       | Neukölln 1                   | 35,1 % (33,8 %)     | |
| Tobias Schulze          | Tobias Schulze              | 1976          | LINKE        | Landesliste, Platz 8                             | Mitte 7                      | 17,5 % (18,7 %)     | |
| Julian Schwarze         | Julian Schwarze             | 1983          | GRÜNE        | Landesliste, Platz 29 (30)                       | Friedrichshain-Kreuzberg 6   | 39,5 % (38,6 %)     | |
| Cornelia Seibeld        | Cornelia Seibeld            | 1974          | CDU          | Bezirksliste Steglitz-Zehlendorf, Platz 1        | Steglitz-Zehlendorf 4        | 41,9 % (31,7 %)     | Vizepräsidentin des Abgeordnetenhauses (bis 16. März 2023) Präsidentin des Abgeordnetenhauses (ab 16. März 2023) |
| Katrin Seidel           | Katrin Seidel               | 1967          | LINKE        | Landesliste, Platz 11                            | Pankow 5                     | 17,9 % (21,1 %)     | |
| Kein Bild vorhanden     | Katharina Senge             | 1982          | CDU          | Bezirksliste Tempelhof-Schöneberg, Platz 3       | Tempelhof-Schöneberg 1       | 22,0 % (15,3 %)     | In Folge der Wiederholungswahl eingezogen. |
| Kein Bild vorhanden     | Roman Simon                 | 1974          | CDU          | Bezirksliste Tempelhof-Schöneberg, Platz 2       | Tempelhof-Schöneberg 5       | 40,3 % (26,3 %)     | |
| Iris Spranger           | Iris Spranger               | 1961          | SPD          | Bezirksliste Marzahn-Hellersdorf, Platz 1        | Marzahn-Hellersdorf 2        | 19,0 % (23,4 %)     | |
| Stephan Standfuß        | Stephan Standfuß            | 1972          | CDU          | Bezirksliste Steglitz-Zehlendorf, Platz 3        | Steglitz-Zehlendorf 7        | 40,1 % (30,7 %)     | |
| Dirk Stettner           | Dirk Stettner               | 1969          | CDU          | Bezirksliste Pankow, Platz 1                     | Pankow 4                     | 30,2 % (18,4 %)     | |
| Jörg Stroedter          | Jörg Stroedter              | 1954          | SPD          | Bezirksliste Reinickendorf, Platz 1              | Reinickendorf 2              | 22,8 % (26,7 %)     | |
| Tommy Tabor             | Tommy Tabor                 | 1982          | AfD          | Landesliste, Platz 11                            | Spandau 2                    | 13,3 % (11,5 %)     | |
| Stefan Taschner         | Stefan Taschner             | 1969          | GRÜNE        | Landesliste, Platz 10                            | Lichtenberg 5                | 14,1 % (15,3 %)     | Am 3. Januar 2022 nachgerückt für Bettina Jarasch. In Folge der Wiederholungswahl ordentlich eingezogen. |
| Kein Bild vorhanden     | June Tomiak                 | 1997          | GRÜNE        | Landesliste, Platz 13                            | Marzahn-Hellersdorf 1        | 03,1 % 0(5,0 %)     | In Folge der Wiederholungswahl eingezogen. |
| Martin Trefzer          | Martin Trefzer              | 1969          | AfD          | Landesliste, Platz 6                             | Treptow-Köpenick 5           | 18,1 % (14,8 %)     | |
| Kein Bild vorhanden     | Carsten Ubbelohde           | 1962          | AfD          | Landesliste, Platz 14                            | Reinickendorf 5              | 14,1 % (12,8 %)     | In Folge der Wiederholungswahl eingezogen. |
| Kein Bild vorhanden     | Lilia Usik                  | 1989          | CDU          | Bezirksliste Lichtenberg, Platz 3                | Lichtenberg 6                | 22,4 % (12,0 %)     | In Folge der Wiederholungswahl eingezogen. |
| Kein Bild vorhanden     | Damiano Valgolio            | 1981          | LINKE        | Landesliste, Platz 29 (30)                       | Friedrichshain-Kreuzberg 4   | 24,7 % (24,7 %)     | |
| Marc Vallendar          | Marc Vallendar              | 1986          | AfD          | Landesliste, Platz 8                             | Charlottenburg-Wilmersdorf 1 | 07,8 % 0(7,3 %)     | |
| Kein Bild vorhanden     | Petra Vandrey               | 1965          | GRÜNE        | Landesliste, Platz 34 (35)                       | Charlottenburg-Wilmersdorf 3 | 29,2 % (30,9 %)     | |
| Kein Bild vorhanden     | Linda Vierecke              | 1982          | SPD          | Bezirksliste Pankow, Platz 2                     | Pankow 6                     | 13,9 % (14,9 %)     | In Folge der Wiederholungswahl eingezogen. |
| Kein Bild vorhanden     | Catrin Wahlen               | 1972          | GRÜNE        | Landesliste, Platz 11                            | Treptow-Köpenick 1           | 19,3 % (19,9 %)     | Am 3. Januar 2022 nachgerückt für Daniel Wesener. In Folge der Wiederholungswahl ordentlich eingezogen. |
| Sebastian Walter        | Sebastian Walter            | 1979          | GRÜNE        | Landesliste, Platz 21 (22)                       | Tempelhof-Schöneberg 1       | 34,4 % (33,2 %)     | |
| Kurt Wansner            | Kurt Wansner                | 1947          | CDU          | Bezirksliste Friedrichshain-Kreuzberg, Platz 1   | Friedrichshain-Kreuzberg 3   | 14,8 % 0(8,5 %)     | Alterspräsident |
| Christoph Wapler        | Christoph Wapler            | 1969          | GRÜNE        | Landesliste, Platz 15 (16)                       | Charlottenburg-Wilmersdorf 4 | 25,9 % (27,0 %)     | |
| Kai Wegner              | Kai Wegner                  | 1972          | CDU          | Bezirksliste Spandau, Platz 1                    | Spandau 5                    | 46,9 % (36,5 %)     | |
| Kein Bild vorhanden     | Claudia Wein                | 1958          | CDU          | Bezirksliste Steglitz-Zehlendorf, Platz 6        | Steglitz-Zehlendorf 1        | 30,2 % (21,2 %)     | In Folge der Wiederholungswahl eingezogen. |
| Kein Bild vorhanden     | Thorsten Weiß               | 1983          | AfD          | Landesliste, Platz 7                             | Reinickendorf 1              | 11,5 % (11,2 %)     | |
| Daniel Wesener          | Daniel Wesener              | 1975          | GRÜNE        | Landesliste, Platz 4                             | Neukölln 3 (–)               | 21,1 % (–)          | Am 3. Januar 2022 ausgeschieden, Nachrückerin: Catrin Wahlen. In Folge der Wiederholungswahl wieder eingezogen. |
| Kein Bild vorhanden     | Rolf Wiedenhaupt            | 1958          | AfD          | Landesliste, Platz 13                            | Reinickendorf 2              | 13,2 % (12,4 %)     | In Folge der Wiederholungswahl eingezogen. |
| Kein Bild vorhanden     | Björn Wohlert               | 1988          | CDU          | Bezirksliste Reinickendorf, Platz 6              | Reinickendorf 4              | 41,3 % (28,4 %)     | |
| Kein Bild vorhanden     | Tonka Wojahn                | 1975          | GRÜNE        | Landesliste, Platz 14 (15)                       | Steglitz-Zehlendorf 2        | 22,2 % (22,3 %)     | In Folge der Wiederholungswahl eingezogen. |
| Karsten Woldeit         | Karsten Woldeit             | 1975          | AfD          | Landesliste, Platz 3                             | Lichtenberg 1                | 20,0 % (17,7 %)     | |
| Kein Bild vorhanden     | Dunja Wolff                 | 1962          | SPD          | Bezirksliste Treptow-Köpenick, Platz 3           | Treptow-Köpenick 6           | 18,4 % (22,0 %)     | |
| Kein Bild vorhanden     | Christian Zander            | 1978          | CDU          | Bezirksliste Tempelhof-Schöneberg, Platz 1       | Tempelhof-Schöneberg 7       | 49,6 % (35,6 %)     | |
| Stefan Ziller           | Stefan Ziller               | 1981          | GRÜNE        | Landesliste, Platz 8                             | Marzahn-Hellersdorf 5        | 07,1 % 0(9,0 %)     | |
| Kein Bild vorhanden     | Steffen Zillich             | 1971          | LINKE        | Landesliste, Platz 10                            | Friedrichshain-Kreuzberg 5   | 21,9 % (24,8 %)     | |

## Ausgeschiedene Abgeordnete
Anmerkung: Kursiv gesetzte Abgeordnete nahmen durch ihren Mandatsverzicht vor der Konstituierung des Abgeordnetenhauses an keiner Sitzung teil.
| Bild                 | Name                    | Lebens- daten | Partei | Liste                                            | Wahlkreis                    | Erststimmen- anteil | Anmerkungen |
| -------------------- | ----------------------- | ------------- | ------ | ------------------------------------------------ | ---------------------------- | ------------------- | --- |
| Kein Bild vorhanden  | Tobias Bauschke         | 1987          | FDP    | Bezirksliste Steglitz-Zehlendorf, Platz 2        | Steglitz-Zehlendorf 6        | 06,8 % (10,0 %)     | In Folge der Wiederholungswahl ausgeschieden.                                                                                                  |
| Franziska Becker     | Franziska Becker        | 1967          | SPD    | Bezirksliste Charlottenburg-Wilmersdorf, Platz 1 | Charlottenburg-Wilmersdorf 6 | 24,1 % (26,3 %)     | Am 7. November 2023 ausgeschieden, Nachrücker: Florian Dörstelmann.                                                                            |
| Kein Bild vorhanden  | Michael Biel            | 1980          | SPD    | Bezirksliste Tempelhof-Schöneberg, Platz 3       | Tempelhof-Schöneberg 2       | 22,0 % (24,1 %)     | In Folge der Wiederholungswahl eingezogen. Am 27. April 2023 ausgeschieden, Nachrückerin: Wiebke Neumann.                                      |
| Kein Bild vorhanden  | Sandra Brunner          | 1975          | LINKE  | Landesliste, Platz 20 (21)                       | Pankow 7                     | 18,4 % (20,2 %)     | Am 1. Juni 2023 ausgeschieden, Nachrücker: Alexander King.                                                                                     |
| Sebastian Czaja      | Sebastian Czaja         | 1983          | FDP    | Bezirksliste Steglitz-Zehlendorf, Platz 1        | Steglitz-Zehlendorf 7        | 10,2 % (14,1 %)     | In Folge der Wiederholungswahl ausgeschieden.                                                                                                  |
| Kein Bild vorhanden  | Emine Demirbüken-Wegner | 1961          | CDU    | Bezirksliste Reinickendorf, Platz 3              | Reinickendorf 2              | 38,9 % (26,5 %)     | In Folge der Wiederholungswahl eingezogen. Mandatsverzicht nach Wahl zur Bezirksbürgermeisterin von Reinickendorf, Nachrücker: Niklas Graßelt. |
| Kein Bild vorhanden  | Claudia Engelmann       | 1980          | LINKE  | Landesliste, Platz 30 (31)                       | Lichtenberg 3                | 23,3 % (24,5 %)     | In Folge der Wiederholungswahl ausgeschieden.                                                                                                  |
| Kein Bild vorhanden  | Fabian Fischer          | 1986          | SPD    | Bezirksliste Neukölln, Platz 2                   | Neukölln 2                   | 14,6 % (17,1 %)     | In Folge der Wiederholungswahl gewählt, nahm das Mandat jedoch nicht an. Nachrücker Marcel Hopp.                                               |
| Stefan Förster       | Stefan Förster          | 1981          | FDP    | Bezirksliste Treptow-Köpenick, Platz 1           | Treptow-Köpenick 6           | 03,2 % 0(6,6 %)     | In Folge der Wiederholungswahl ausgeschieden.                                                                                                  |
| Paul Fresdorf        | Paul Fresdorf           | 1977          | FDP    | Bezirksliste Spandau, Platz 1                    | Spandau 5                    | 04,6 % 0(7,7 %)     | In Folge der Wiederholungswahl ausgeschieden.                                                                                                  |
| Oliver Friederici    | Oliver Friederici       | 1970          | CDU    | Bezirksliste Steglitz-Zehlendorf, Platz 4        | Steglitz-Zehlendorf 5        | 41,2 % (29,4 %)     | Am 28. April 2023 ausgeschieden, Nachrückerin: Iris Gertig.                                                                                    |
| Stefanie Fuchs       | Stefanie Fuchs          | 1975          | LINKE  | – (Landesliste, Platz 15)                        | – (Treptow-Köpenick 5)       | – (18,4 %)          | Am 30. November 2022 ausgeschieden, Nachrückerin: Franziska Leschewitz. Bei der Wiederholungswahl nicht wieder angetreten.                     |
| Katalin Gennburg     | Katalin Gennburg        | 1984          | LINKE  | Landesliste, Platz 18 (19)                       | Treptow-Köpenick 1           | 25,9 % (26,2 %)     | Am 30. April 2025 ausgeschieden, Nachrücker: Michael Efler.                                                                                    |
| Ronald Gläser        | Ronald Gläser           | 1973          | AfD    | Landesliste, Platz 2                             | Pankow 2                     | 12,9 % (10,9 %)     | Am 25. März 2025 ausgeschieden, Nachrücker: Frank Scheermesser.                                                                                |
| Adrian Grasse        | Adrian Grasse           | 1975          | CDU    | Bezirksliste Steglitz-Zehlendorf, Platz 2        | Steglitz-Zehlendorf 6        | 40,0 % (31,0 %)     | Am 30. April 2025 ausgeschieden, Nachrücker: Marco Hahnfeld.                                                                                   |
| Kein Bild vorhanden  | Ellen Haußdörfer        | 1980          | SPD    | Bezirksliste Treptow-Köpenick, Platz 1           | Treptow-Köpenick 3           | 19,0 % (22,9 %)     | Am 28. April 2023 ausgeschieden, Nachrücker: Alexander Freier-Winterwerb.                                                                      |
| Kein Bild vorhanden  | Christian Hochgrebe     | 1973          | SPD    | Bezirksliste Charlottenburg-Wilmersdorf, Platz 6 | Charlottenburg-Wilmersdorf 1 | 23,3 % (27,5 %)     | In Folge der Wiederholungswahl ausgeschieden.                                                                                                  |
| Kein Bild vorhanden  | Torsten Hofer           | 1980          | SPD    | Bezirksliste Pankow, Platz 7                     | Pankow 2                     | 19,1 % (22,7 %)     | In Folge der Wiederholungswahl ausgeschieden.                                                                                                  |
| Kein Bild vorhanden  | Maren Jasper-Winter     | 1977          | FDP    | Bezirksliste Mitte, Platz 1                      | Mitte 1                      | 07,6 % (10,9 %)     | In Folge der Wiederholungswahl ausgeschieden.                                                                                                  |
| Björn Jotzo          | Björn Jotzo             | 1975          | FDP    | Bezirksliste Charlottenburg-Wilmersdorf, Platz 1 | Charlottenburg-Wilmersdorf 7 | 05,0 % 0(8,3 %)     | In Folge der Wiederholungswahl ausgeschieden.                                                                                                  |
| Alexander Kaas Elias | Alexander Kaas Elias    | 1973          | GRÜNE  | Landesliste, Platz 49 (50)                       | Charlottenburg-Wilmersdorf 6 | 25,7 % (26,4 %)     | In Folge der Wiederholungswahl ausgeschieden.                                                                                                  |
| Florian Kluckert     | Florian Kluckert        | 1975          | FDP    | Bezirksliste Neukölln, Platz 1                   | Neukölln 6                   | 03,6 % 0(6,8 %)     | In Folge der Wiederholungswahl ausgeschieden.                                                                                                  |
| Kein Bild vorhanden  | Ferat Koçak             | 1979          | LINKE  | Landesliste, Platz 14                            | Neukölln 5                   | 04,7 % 0(5,6 %)     | Am 30. April 2025 ausgeschieden, Nachrückerin: Franziska Leschewitz.                                                                           |
| Holger Krestel       | Holger Krestel          | 1955          | FDP    | Bezirksliste Tempelhof-Schöneberg, Platz 1       | Tempelhof-Schöneberg 5       | 04,1 % 0(7,6 %)     | In Folge der Wiederholungswahl ausgeschieden.                                                                                                  |
| Kein Bild vorhanden  | Max Landero             | 1991          | SPD    | Bezirksliste Mitte, Platz 6                      | Mitte 2                      | 21,5 % (22,1 %)     | In Folge der Wiederholungswahl ausgeschieden.                                                                                                  |
| Kein Bild vorhanden  | Nina Lerch              | 1984          | SPD    | Bezirksliste Neukölln, Platz 5                   | Neukölln 5                   | 24,9 % (30,3 %)     | In Folge der Wiederholungswahl ausgeschieden.                                                                                                  |
| Kein Bild vorhanden  | Franziska Leschewitz    | 1989          | LINKE  | Landesliste, Platz 22 (23)                       | Spandau 1                    | 04,7 % 0(6,3 %)     | Am 30. November 2022 nachgerückt für Stefanie Fuchs. In Folge der Wiederholungswahl wieder ausgeschieden.                                      |
| Kein Bild vorhanden  | Dirk Liebe              | 1972          | SPD    | Bezirksliste Lichtenberg, Platz 3                | Lichtenberg 2                | 14,5 % (20,4 %)     | In Folge der Wiederholungswahl ausgeschieden.                                                                                                  |
| Kein Bild vorhanden  | Stephan Machulik        | 1972          | SPD    | Bezirksliste Spandau, Platz 3                    | Spandau 3                    | 23,9 % (29,2 %)     | In Folge der Wiederholungswahl ausgeschieden.                                                                                                  |
| Sibylle Meister      | Sibylle Meister         | 1963          | FDP    | Bezirksliste Reinickendorf, Platz 1              | Reinickendorf 3              | 04,7 % 0(7,7 %)     | In Folge der Wiederholungswahl ausgeschieden.                                                                                                  |
| Kein Bild vorhanden  | Felix Reifschneider     | 1978          | FDP    | Bezirksliste Pankow, Platz 1                     | Pankow 2                     | 03,8 % 0(7,0 %)     | In Folge der Wiederholungswahl ausgeschieden.                                                                                                  |
| Kein Bild vorhanden  | Stefanie Remlinger      | 1970          | GRÜNE  | Landesliste, Platz 16 (17)                       | – (Pankow 9)                 | – (24,5 %)          | In Folge der Wiederholungswahl eingezogen. Mandatsverzicht als Bezirksbürgermeisterin von Mitte, Nachrücker: Ario Ebrahimpour Mirzaie.         |
| Kein Bild vorhanden  | Roman-Francesco Rogat   | 1989          | FDP    | Bezirksliste Marzahn-Hellersdorf, Platz 1        | Marzahn-Hellersdorf 6        | 02,0 % 0(4,1 %)     | In Folge der Wiederholungswahl ausgeschieden.                                                                                                  |
| Robert Schaddach     | Robert Schaddach        | 1966          | SPD    | –                                                | Treptow-Köpenick 4           | 23,6 % (31,4 %)     | In Folge der Wiederholungswahl ausgeschieden.                                                                                                  |
| Julia Schneider      | Julia Schneider         | 1990          | GRÜNE  | Landesliste, Platz 30 (31)                       | Pankow 7                     | 30,9 % (30,7 %)     | Am 7. Mai 2025 ausgeschieden, Nachrücker: Benedikt Lux.                                                                                        |
| Tom Schreiber        | Tom Schreiber           | 1978          | SPD    | –                                                | Treptow-Köpenick 5           | 22,9 % (26,0 %)     | In Folge der Wiederholungswahl ausgeschieden.                                                                                                  |
| Aferdita Suka        | Aferdita Suka           | 1980          | GRÜNE  | Landesliste, Platz 24 (25)                       | Tempelhof-Schöneberg 4       | 26,4 % (25,7 %)     | In Folge der Wiederholungswahl ausgeschieden.                                                                                                  |
| Kein Bild vorhanden  | Christian Wolf          | 1978          | FDP    | Bezirksliste Lichtenberg, Platz 1                | Lichtenberg 3                | 03,2 % 0(6,3 %)     | In Folge der Wiederholungswahl ausgeschieden.                                                                                                  |